# Rudbeckiinae
Rudbeckiinae es una subtribu de la tribu Heliantheae, familia de  las asteráceas. Contiene los siguientes géneros:

## Géneros
- Ratibida
- Rudbeckia